# Rocky IV.
A Rocky IV. 1985-ben bemutatott amerikai sportdráma, a Rocky-sorozat negyedik része.
A filmet Sylvester Stallone írta és rendezte, valamint a főszereplőt, a bokszoló Rocky Balboát ismét ő alakítja. Az előző részekből feltűnik még Carl Weathers, Talia Shire, Burt Young és Tony Burton. Új szereplőként Dolph Lundgren és Brigitte Nielsen látható a filmben. A filmzenét – a korábbi részektől eltérően – Vince DiCola komponálta.
A filmet a kritikusok vegyesen fogadták és a Rocky IV. számos Arany Málna-díjat és jelölést kapott. Ugyanakkor pénzügyi szempontból rekordot döntött: világszerte több mint 300 millió dolláros bevételével a legtöbb bevételt hozó Rocky-filmnek számít és a sportfilmek közül is az elsők sorában található. A Rocky IV. indította el pályáján az akciófilmes színész Dolph Lundgrent, aki elismeréseket szerzett Ivan Drago megformálásáért.
A 2018-ban bemutatott Creed II. című Rocky-film a negyedik rész folytatása. Harminchárom évvel a Rocky IV. eseményei után Apollo Creed fia, Adonis száll szembe Ivan Drago fiával, Viktorral. 2021. november 11-én bemutatták a film rendezői digitális változatát. Egyebek mellett Rocky és Ivan küzdelme látható új, eddig sosem látott jelenetekkel, ami nagyjából plusz 40 percet tesz ki. A filmet Rocky 4 – Rocky vs. Drago címmel mutatták be az amerikai mozikban, Magyarországon egyedül csak egy moziban, a Cinema MOM-ban volt látható 2021 decemberében.

## Rövid történet
Az Amerikai Egyesült Államokba érkezik a veretlen szovjet ökölvívó bajnok, Ivan Drago és a már visszavonult Apollo Creed – barátja, Rocky rossz előérzete ellenére – ringbe száll ellene egy bemutató mérkőzésen.

## Cselekmény
A film az előző rész végének felidézésével indít, mely során Balboa a 3. menetben kiütötte Clubber Langet, ezzel visszaszerezve nehézsúlyú világbajnoki övét. Ezután Rocky – a mérkőzésre való felkészítésért cserébe – Apollóval is megküzd egy barátságos, privát meccsen. Az események óta három év telt el, az Olasz Csődör a nyilvános szereplésektől távol, békésen él családjával. Időközben az Egyesült Államokba látogat egy gigászi erejű szovjet ökölvívó, Ivan Drago, aki feleségével, Ludmillával (Brigitte Nielsen), menedzserével, Nicoli Koloff-fal és edzőivel azért jött, hogy profiként megmérkőzzön a kor legnagyobb bokszolóival. Egy sajtótájékoztatón közlik is szándékukat: bemutató mérkőzést szeretnének vívni, méghozzá Rocky ellen! Apollo Creed, aki már öt éve visszavonult, tudomást szerez erről és dicsőségvágytól fűtve – az Olasz Csődör helyett – magának akarja a mérkőzést, így kihívja Dragót. Balboa eleinte aggódva figyeli barátja ötletét, de aztán beleegyezik abba, hogy segít neki felkészülni és ringsegédként is támogatja Creed-et.
A bemutatót Las Vegasban rendezik meg, ahol a nagy feltűnésre és figyelemre sóvárgó Apollo nagyszabású show-műsorral készült: táncosok körében, jelmezbe öltözve jelenik meg, vendégként pedig a legendás soulénekes, James Brown is fellép. A mérkőzés elején Creed, a korábbi bajnok könnyedén veszi a küzdelmet, ám a menet vége előtt az amatőr világbajnok szovjet váratlanul támadásba lendül és megsemmisítő ütéseket mér rá. A szünetben Rocky arra kéri barátját, hogy adja fel a mérkőzést, de ő hallani sem akar erről, sőt megígérteti Balboaval, hogy nem állíttatja le a küzdelmet, bármi is történjék. A második menetben Drago tovább sorozza Creed-et, aki az ütések erejétől összeesik, majd hamarosan életét is veszti. Az események alatt a szovjet bunyós lelkiismeret-furdalás nélkül nyilatkozik a tragédiáról („Ha meghal, meghal”). Barátja temetésén Rocky megindító beszédet intéz az egybegyűltekhez, ezután a világbajnoki övet az elhunyt koporsójára helyezi. Felesége, Adrian tiltakozása ellenére úgy dönt, ringbe száll a szovjet óriás ellen, hogy bosszút álljon. A meccset Moszkvában rendezik meg, karácsonykor, s mivel az ökölvívó bizottság nem egyezik bele a visszavágóba, lemond bajnoki övéről. Balboa elbúcsúzik fiától, majd sógorával, Paulie-val és Apollo edzőjével, Duke-kal a Szovjetunió egy elhagyatott területére utazik, hogy csak a felkészülésre kelljen koncentrálnia.
Mindkét fél komoly edzésbe kezd, de teljesen eltérő módszerekkel: Drago modern edzőtermekben, futurisztikus gépekkel készül, teljesítményét folyamatosan elektródákkal és számítógépekkel mérik. Edzői a felkészítés során tiltott teljesítményfokozó szereket is alkalmaznak. Rocky viszont spártai körülmények között, egyszerű eszközökkel gyakorlatozik, miközben minden lépését szovjet ügynökök figyelik. Amikor felesége váratlanul meglátogatja és támogatásáról biztosítja, Balboa még keményebb edzésbe kezd és Duke segítségével kirobbanó formába hozza magát a közelgő meccsre. Az intenzív felkészülés után a két ellenfél találkozik a ringben, a mérkőzést a szovjet vezérkar és az egész világ figyelemmel kíséri. A meccsen az Olasz Csődör azt az amerikai zászlós nadrágot viseli, melyet Apollótól kapott, hogy a Clubber Lang elleni  visszavágón abban lépjen ringbe. Az első menetben Drago agyba-főbe veri a bajnokot, aki többször is földre kerül. A második menetben aztán Rockynak sikerül megsebesítenie a szovjet óriást, ezzel megingatja annak magabiztosságát. Ekkor tudatosul benne, hogy Drago is csupán egy ember, akit le lehet győzni. A két harcos között tizenöt meneten át tartó, gyilkos küzdelem bontakozik ki. Balboa kitartását látva a korábban ellenséges szovjet nézősereg egyre inkább az amerikai bunyós mellé áll. Az utolsó menetben aztán a világbajnok újult erőre kap és kiüti Dragót.
A győzelem után Rocky beszédet mond a nézőknek, elismerve a két ország közötti kölcsönös ellenszenv tényét. Hozzáteszi, hogy a harc közben megtanulta, nézeteltéréseik ellenére is tisztelniük kell egymást. A beszédet a nézők állva tapsolják meg, beleértve a szovjet politikai bizottság tagjait.

## Szereplők
| Színész            | Szerep                                                             | Magyar hang              | Magyar hang            |
| Színész            | Szerep                                                             | 1. szinkron (Intervideo) | 2. szinkron (Intercom) |
| ------------------ | ------------------------------------------------------------------ | ------------------------ | ---------------------- |
| Sylvester Stallone | Rocky Balboa; nehézsúlyú ökölvívó-világbajnok, a film főszereplője | Gesztesi Károly          | Kálid Artúr            |
| Talia Shire        | Adrian Pennino; Rocky felesége                                     | Menszátor Magdolna       | Kocsis Judit           |
| Burt Young         | Paulie Pennino; Rocky sógora és barátja                            | Horkai János             | Kerekes József         |
| Dolph Lundgren     | Ivan Drago; amatőr szovjet ökölvívó-világbajnok                    | Hankó Attila             | Sótonyi Gábor          |
| Tony Burton        | Tony „Duke” Evers; Apollo, majd Rocky edzője                       | Melis Gábor              | Szűcs Sándor           |
| Carl Weathers      | Apollo Creed; volt nehézsúlyú ökölvívó-világbajnok, Rocky barátja  | Jakab Csaba              | Háda János             |
| Brigitte Nielsen   | Ludmilla Vobet Drago; Drago felesége                               | Hegyi Barbara            | Orosz Anna             |
| Michael Pataki     | Nicoli Koloff; Drago menedzsere                                    | Konter László            | Szersén Gyula          |
| Sylvia Meals       | Mary Anne Creed; Apollo felesége                                   |                          |                        |
| Rocky Krakoff      | Rocky Jr.; Rocky és Adrian fia                                     | Benedikty Marcell        |                        |

Stu Nahan negyedik alkalommal szerepel a sorozatban mint szakkommentátor. A társkommentátor szerepét Bill Baldwin 1982-es halála miatt Warner Wolf vette át. Apollo felesége, Mary Anne második, egyben utolsó alkalommal látható – elsőként a Rocky második részében tűnt fel. Ez az egyetlen film, melyben Rocky edzője, Mickey nem szerepel valamilyen formában. Noha a harmadik részben meghalt, Mickey a Rocky V.-ben és a Rocky Balboában is látható, Rocky visszaemlékezéseiben illetve látomásaiban (a Rocky IV,-ben csupán az előző részekből bevágott jelenetekben szerepel). Ivan Drago feleségét, Ludmillát Brigitte Nielsen alakítja, aki a forgatás idején Stallone jegyese, majd házastársa volt. Dolph Lundgren számára ez a film hozta meg a nagy áttörést és indította el akciófilmes pályáján.
A filmben tiszteletét teszi a már elhunyt soullegenda, James Brown, aki Apollo és Drago bemutató mérkőzése előtt a Living in America című dalt adja elő.
A szovjet vezérkar sorai között helyet foglaló elnök kísérteties módon hasonlít Mihail Szergejevics Gorbacsov orosz kommunista politikusra. A színész, David Lloyd Austin később a Csupasz pisztoly című vígjátékban is eljátszotta a volt pártfőtitkár szerepét és több más filmben is alakított orosz származású szereplőket.

## A film készítése
Azokat a jeleneteket, amelyekben Rocky a Szovjetunióban edz, valójában Wyomingban forgatták, a szibériai tájra emlékeztető helyszíneken. Továbbá Brit Columbiában, Kanada egyik tartományában vették fel Rocky és Drago összecsapását.
A rendező, Sylvester Stallone törekedett arra, hogy a Rocky és Drago közötti küzdelem valódi legyen. Ennek következtében a forgatáson, Dolph Lundgren véletlenül eltörte Stallone három bordáját. A felkészülési jelenet felvétele során Stallone mellkasi fájdalmakra panaszkodott és az orvos szívsérülést állapított meg, ezért egészségügyi okokból két hónapra felfüggesztették a forgatást.

## Fogadtatás

### Kritikai visszhang

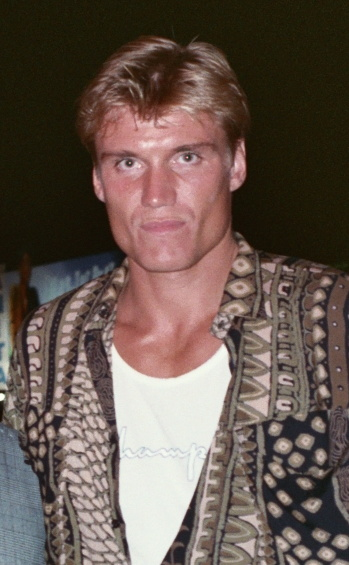
Dolph Lundgren elismeréseket kapott Ivan Drago megformálásáért

A film vegyes reakciókat váltott ki a kritikusokból, a Rotten Tomatoes weboldalon 44%-ot ért el, átlagosan 10-ből 4,7 pontot. Az Internet Movie Database látogatói 10-ből 5,9 pontot adtak a filmre. A Rocky IV. az 1986-os Arany Málna díjkiosztón számos jelölést kapott, ebből többet meg is nyert. A filmet a következő kategóriákban jelölték: Legrosszabb film, Legrosszabb színész (Sylvester Stallone), Legrosszabb férfi mellékszereplő (Burt Young), Legrosszabb női mellékszereplő (Talia Shire, Brigitte Nielsen), Legrosszabb rendező (Sylvester Stallone), Legrosszabb forgatókönyv (Sylvester Stallone), Legrosszabb új felfedezett (Brigitte Nielsen) és Legrosszabb filmzene. A Rocky IV. ezek közül a legrosszabb színésznek, a legrosszabb rendezőnek, a legrosszabb női mellékszereplőnek (Brigitte Nielsen), a legrosszabb új felfedezettnek és a legrosszabb filmzenének járó díjat vehette át. A film így összesen négy díjat kapott, egyet megosztva.

### Bevételi adatok
A nem egyértelműen pozitív fogadtatás ellenére a Rocky IV. világszerte mintegy 300 473 716 dolláros bevételt ért el (ebből mintegy 128 milliót az Államokban), így a Rocky-filmek közül a legtöbb bevételt hozta és minden idők egyik legsikeresebb sportfilmje lett. Dolph Lundgrent dicsérték alakításáért, és megkapta a Napierville Cinema Festival legjobb színésznek járó díját.

## Filmzene
A film zenéit tartalmazó albumot 1985-ben jelentette meg a Scotti Brothers Records kiadó, majd 1992. március 10-én CD-n is forgalomba hozták.
A filmzenén és a filmben is egyaránt szerepel a már elhunyt énekes, James Brown. A zenéket Vince DiCola komponálta, a filmben még elhangzanak sláger-zenék, amelyeket John Cafferty, a Survivor együttes és Robert Tepper énekel el. Ez az egyetlen Rocky-film, amelyben nem hallható Bill Conti Gonna Fly Now című dala.
| Rocky IV | Rocky IV             | Rocky IV                      | Rocky IV | Rocky IV | Rocky IV | Rocky IV | Rocky IV | Rocky IV | Rocky IV |
| #        | Cím                  | Szerző(k)                     | Hossz    |          |          |          |          |          |          |
| -------- | -------------------- | ----------------------------- | -------- | -------- | -------- | -------- | -------- | -------- | -------- |
| 1.       | Burning Heart        | Survivor                      | 3:51     |          |          |          |          |          |          |
| 2.       | Heart's on Fire      | John Cafferty                 | 4:06     |          |          |          |          |          |          |
| 3.       | Double or Nothing    | Kenny Loggins & Gladys Knight | 3:42     |          |          |          |          |          |          |
| 4.       | Eye of the Tiger     | Survivor                      | 3:46     |          |          |          |          |          |          |
| 5.       | War                  | Vince DiCola                  | 5:54     |          |          |          |          |          |          |
| 6.       | Living in America    | James Brown                   | 4:42     |          |          |          |          |          |          |
| 7.       | No Easy Way Out      | Robert Tepper                 | 4:21     |          |          |          |          |          |          |
| 8.       | One Way Street       | Go West                       | 4:37     |          |          |          |          |          |          |
| 9.       | The Sweetest Victory | Touch                         | 4:25     |          |          |          |          |          |          |
| 10.      | Training Montage     | Vince DiCola                  | 3:40     |          |          |          |          |          |          |
| 39:24    |                      |                               |          |          |          |          |          |          |          |

## Rendezői változat
Sylvester Stallone 2021-ben teljesen újravágta a filmet. A rendezői változat közel 40 percnyi új, eddig sosem látott jelenettel, köztük az Apollo és Drago közti küzdelem hosszabb képsoraival is bővült. Az új jelenetek mellett számos részlet – többek között Paulie robotja – ki lett vágva a filmből, így az nagyjából 94 percesre bővült.

## Fordítás
- Ez a szócikk részben vagy egészben  a   Rocky IV című angol Wikipédia-szócikk fordításán alapul.  Az eredeti cikk szerkesztőit annak laptörténete sorolja fel. Ez a jelzés csupán a megfogalmazás eredetét és a szerzői jogokat jelzi, nem szolgál a cikkben szereplő információk forrásmegjelöléseként.